# Мятеж (фильм, 1989)
«Мятеж» (англ. Rising Storm) — кинофильм.

## Сюжет
За окном 2099 год. США возглавляет Преподобный Джимми Джо Второй. Для поддержания власти над массами используется оружие и религия.

## В ролях
- Джун Чедвик — Мила Харт
- Грэм Кларк — Лейтенант Ульмер
- Ланс Кроуфорд — подросток Дрифтер
- Уэйн Кроуфорд — Джо Гэйдж
- Зак Гэллиган — Арти Гэйдж